# Biff à la Lindström
Biff à la Lindström là một món ăn Thụy Điển được làm từ hành tây, khoai tây, củ dền, bạch hoa, và bò băm, chúng được viên thành miếng chả và chiên.

## Nguồn gốc

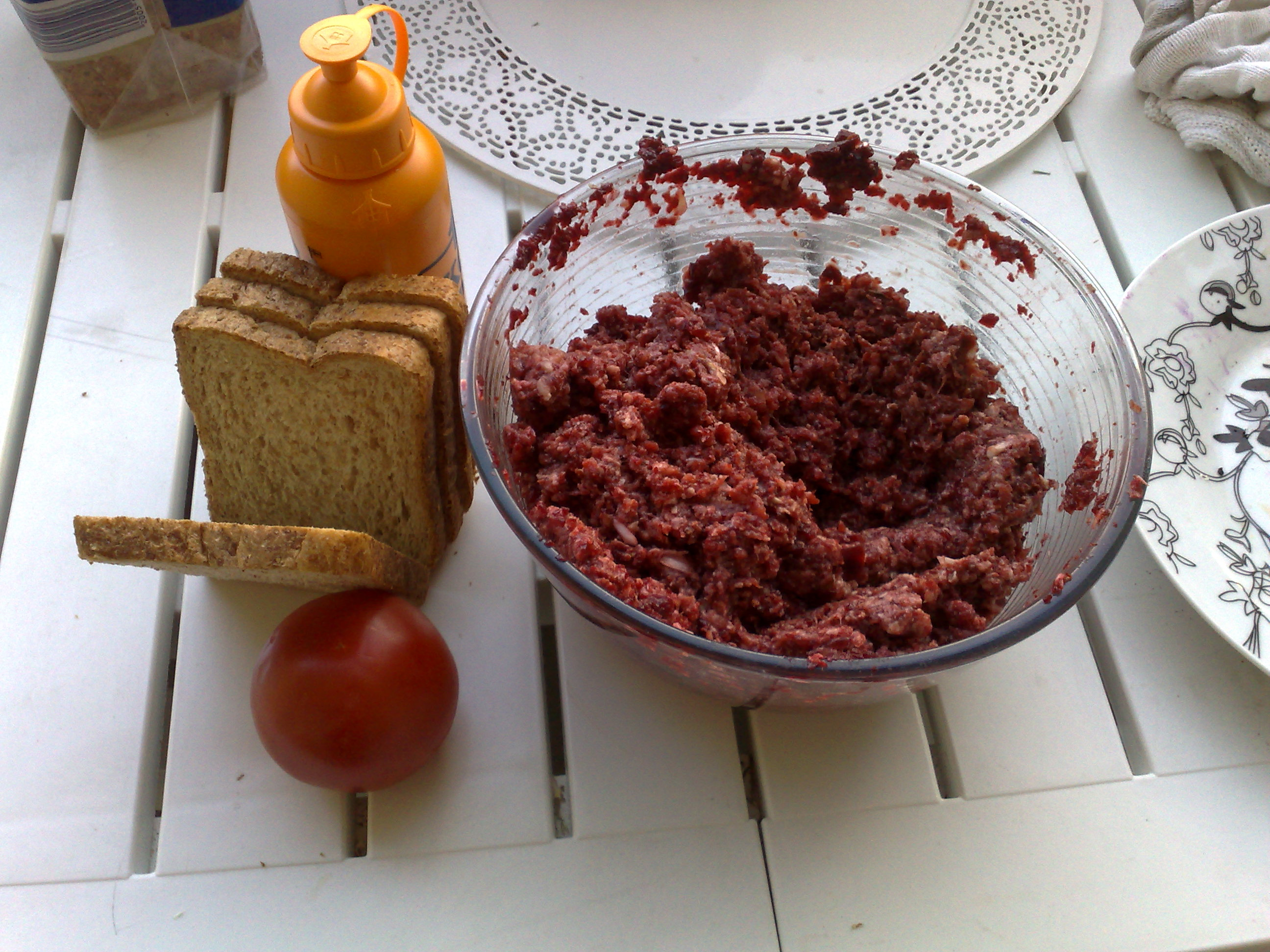
Biff à la Lindström đang chế biến